# Accident d'un PBM Mariner de la marine américaine en Antarctique
 (février 2020).
Si vous disposez d'ouvrages ou d'articles de référence ou si vous connaissez des sites web de qualité traitant du thème abordé ici, merci de compléter l'article en donnant les références utiles à sa vérifiabilité et en les liant à la section « Notes et références ».
L'accident d'un PBM Mariner de la marine américaine en Antarctique s'est produit le 30 décembre 1946 sur l'Île Thurston, en Antarctique, lorsqu'un Martin PBM-5 Mariner de la marine américaine s'est écrasé lors d'un blizzard.

## Accident
L'avion, faisant partie de l'opération Highjump, a percuté une crête et a brûlé  le 30 décembre 1946. Trois membres d'équipage (les radiomen (en) de l'aviation Wendell K. Hendersin et Fredrick W. Williams et l'enseigne Maxwell A. Lopez) ont été tués et les six autres, dont le radioman aéronautique James H. Robbins, le pilote Ralph "Frenchy" LeBlanc et le copilote William Kearns, ont été secourus 13 jours plus tard par un avion du USS Pine Island (AV-12) (en). Hendersin, Williams et Lopez ont été enterrés sur le site de l'accident et leurs restes n'ont pas été retrouvés.
Une mission de récupération en deux expéditions était prévue, mais annulée par la suite, pour novembre 2008 et novembre 2009, afin de récupérer les trois morts de l'accident dans leur tombe temporaire de 46 mètres de profondeur, âgée de 61 ans.